# Марков Андрій Олександрович
Андрій Олександрович Марков (рос. Андрей Александрович Марков; нар. 22 березня 1994, Новгород, РРФСР) — російський футболіст, захисник та півзахисник аматорського колективу «Распадська».

## Життєпис
Вихованець новгородського футболу. Перший тренер — Семененко Андрій Андрійович. Виступав за клуби «Дінабург», у складі якого провів 11 матчів у Кубку Інтертото, та «Динамо» (Барнаул).
У липні 2012 року прибув на перегляд до курского «Авангарду», з яким пізніше уклав контракт. 21 липня, у матчі чемпіонату з тамбовським «Спартаком» (4:0), дебютував у складі команди.